# 5265 Schadow
5265 Schadow è un asteroide della fascia principale. Scoperto nel 1960, presenta un'orbita caratterizzata da un semiasse maggiore pari a 3,1769924 UA e da un'eccentricità di 0,1083871, inclinata di 5,76709° rispetto all'eclittica.